# Pneumodermopsis brachialis
Pneumodermopsis brachialis is een slakkensoort uit de familie van de Pneumodermatidae. De wetenschappelijke naam van de soort is voor het eerst geldig gepubliceerd in 1976 door Minichev.